# 851

## Nașteri
- dată necunoscută: Otto I de Saxonia  (d. 912)

## Decese
- Radelchis I de Benevento, inițial trezorier, iar apoi principe longobard de Benevento din anul 839 (n. ?)

- Siconulf, primul principe longobard de Salerno (n. ?)